# IC 148
IC 148 — галактика типу Irr (іррегулярна галактика) у сузір'ї Риби.
Цей об'єкт міститься в оригінальній редакції індексного каталогу.